# Haft

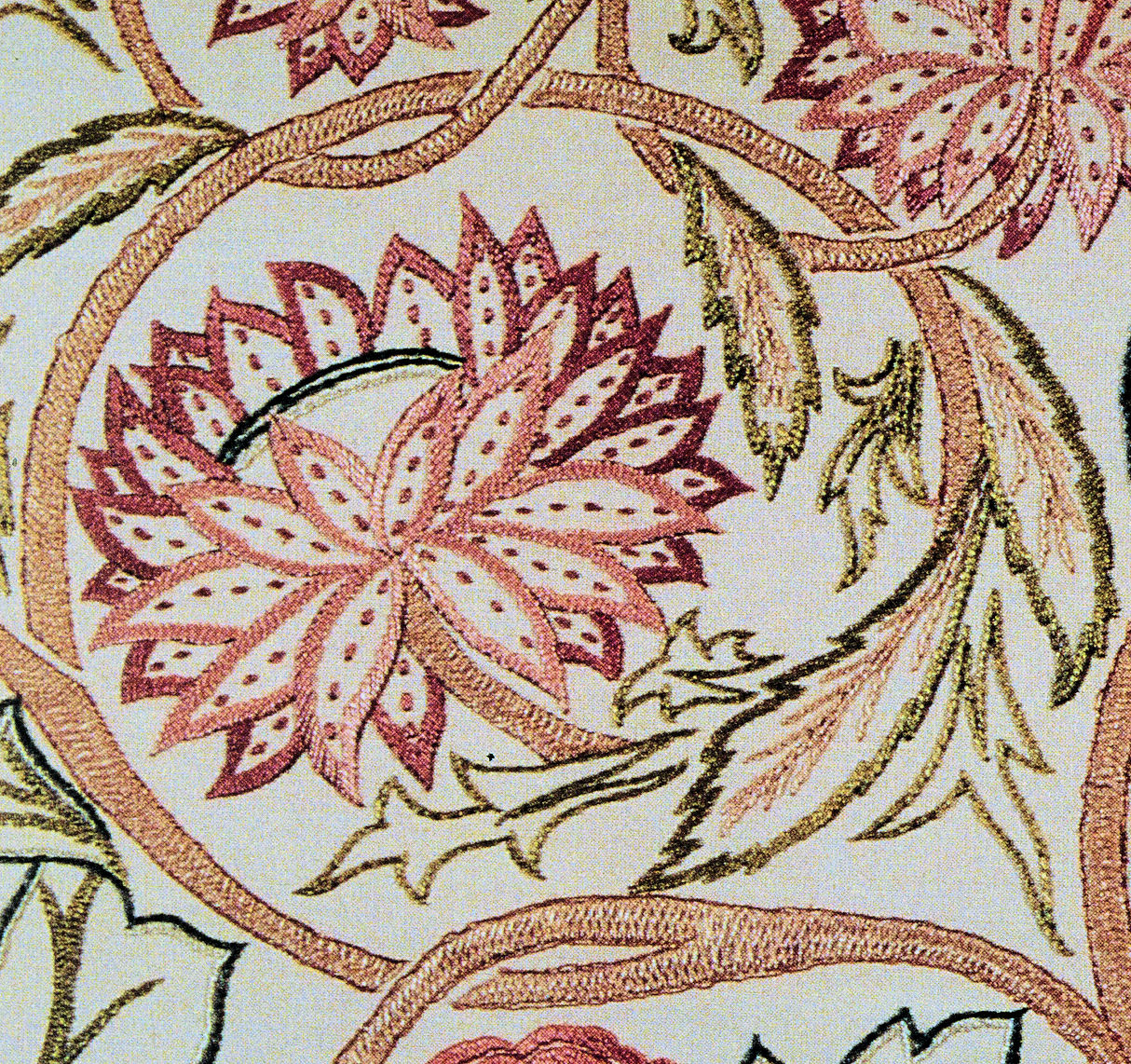
Haft projektowany przez Williama Morrisa, ok. 1878

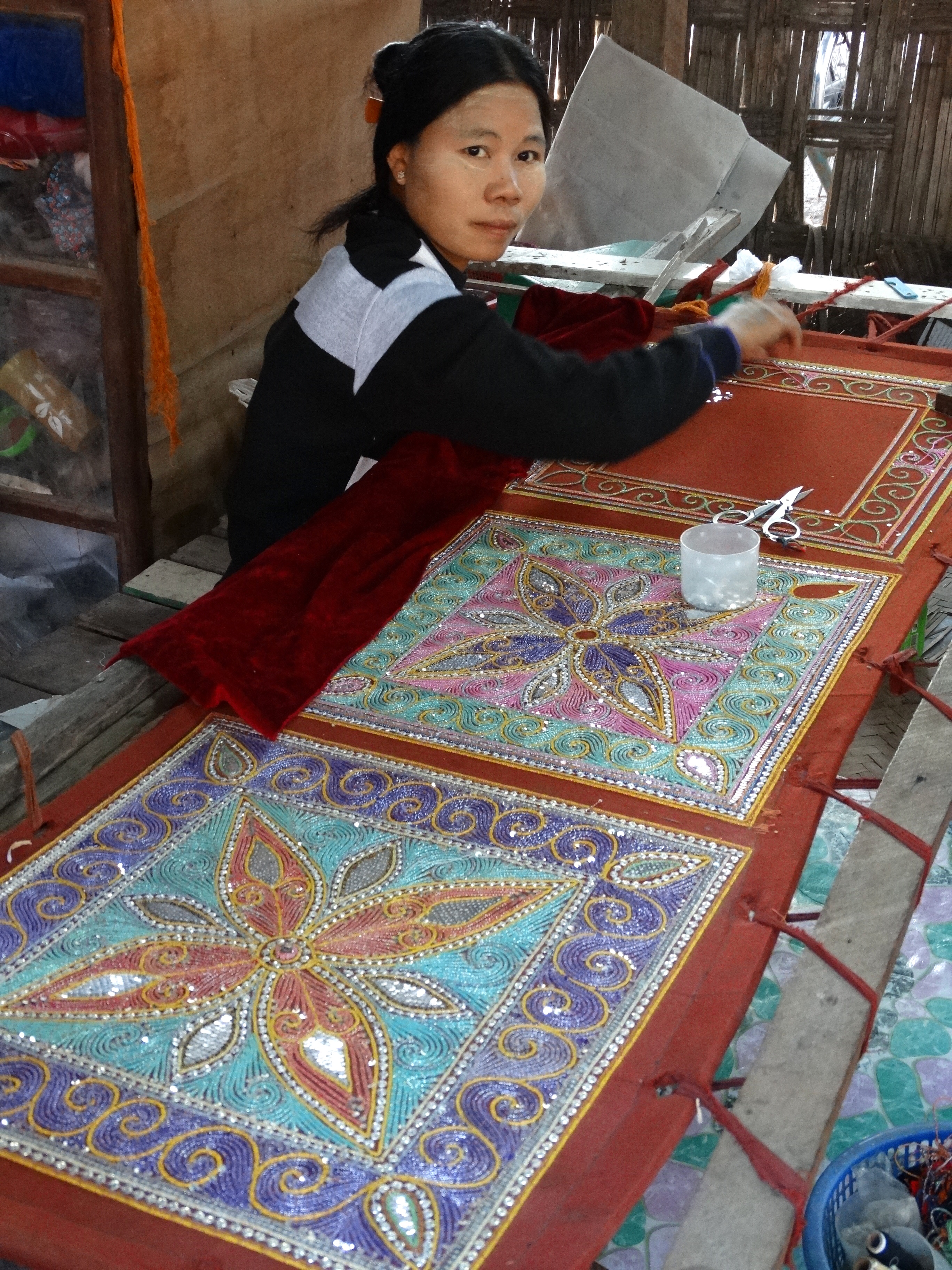
Birmańska kobieta podczas haftowania

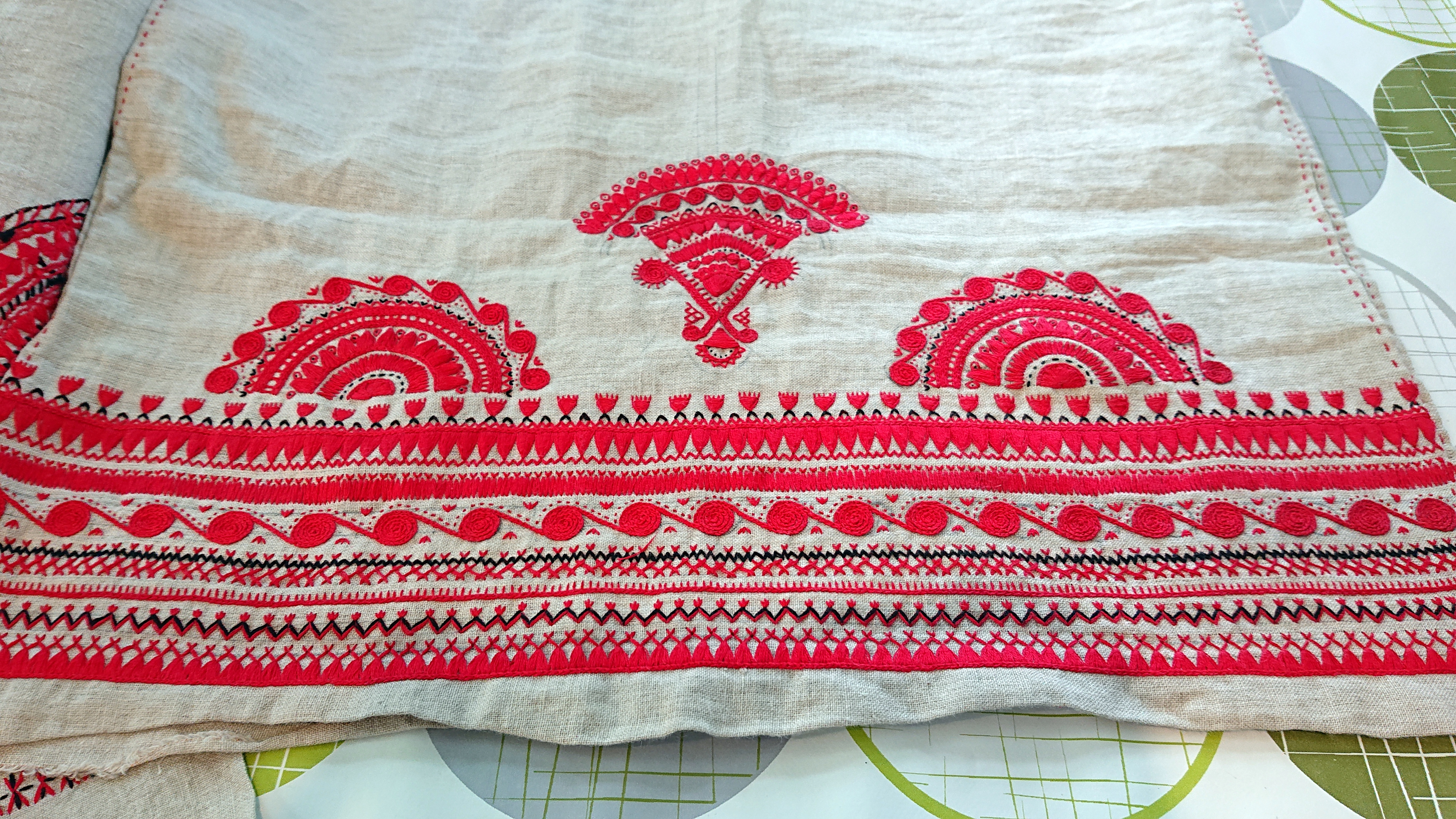
Haft kurpiowski z Puszczy Białej

Haft (z niem. „spięcie, spojenie”) – metoda ozdabiania tkanin, skóry czy filcu, polegająca na wyszywaniu na materiale (tle) wzorów za pomocą igły oraz nici i różnych dodatków. Haftuje się ręcznie, czasem przy pomocy krosienek, od połowy XVIII wieku przy użyciu tamborka, a od 1828 również maszynowo.
Hafciarstwo, rzemiosło artystyczne zajmujące się tworzeniem haftów, ukształtowało się w Europie w XI wieku.
W zależności od podłoża hafty dzielą się na ciężkie (wykonane na grubej tkaninie, zazwyczaj kosztownym materiałem) i lekkie (w Polsce taki rodzaj haftowania nazywano w XVI–XVII wieku szyciem) – wykonane nićmi lnianymi lub bawełnianymi proste wzory z ograniczoną kolorystyką na płótnie.
Odzież zdobiono w ten sposób już w starożytności. Mistrzostwo w tym kunszcie osiągnęli między innymi peruwiańscy Indianie, żyjący w Ameryce Południowej jeszcze przed Inkami, oraz starożytni Chińczycy. Najdawniejsze przykłady haftów pochodzą z wykopalisk z V–IV w. p.n.e. w Attyce (dekoracja na lnie) oraz górach Ałtaj; w Polsce jest to m.in. ornat przedstawiający sceny z życia św. Stanisława, który wykonano ok. 1504 r. W ciągu wieków powstało wiele technik hafciarskich. Wszystkie polegają na wyszukiwaniu ornamentu według określonego wzoru w taki sposób, że elementy ozdobne wydają się doczepione do tkaniny będącej dla nich tłem (wyraz „haftowanie” pochodzi od niemieckiego wyrazu haften – „być przyczepionym”).
Rozróżnia się cztery podstawowe grupy haftu:
- haft płaski – bezpośrednio na tkaninie. Rodzaje:
  - haft przed igłą – najstarszy i najprostszy, polegający na przeciąganiu nitki nad i pod równo odliczonymi nitkami tkaniny
  - haft za igłą (stebnówka, haft holbeinowski) – krótkie, proste ściegi, tworzące jednolitą linię po obu stronach tkaniny. Stosowany głównie w XV i XVI wieku w hafcie włoskim i hiszpańskim.
  - haft sznureczkowy – znany od starożytności, ściśle przylegające do siebie ukośne ściegi jednakowej długości przypominają układem skręt sznurka.
  - haft łańcuszkowy
  - haft supełkowy (węzełkowy, perełkowy) – znany od XIII wieku, popularny w XVIII–XIX wieku. Powstaje przez umocowanie do tła nitki kilkakrotnie owiniętej na igle, tworząc wypukły supełek.
  - haft koloński
  - haft rozłupany
  - haft satynowy
  - haft przekłuwany (atłasek)
  - haft krzyżykowy
- haft wypukły (reliefowy)
  - haft kładziony
  - haft burgundzki
- haft nakładany
- haft ażurowy
  - haft dziergany
  - haft richelieu
  - haft angielski (dziureczkowy)
  - haft atłasowy
  - mereżka